# Третяковка (Синельниковский район)
Третяковка (укр. Третяківка) — село,
Горковский сельский совет,
Синельниковский район,
Днепропетровская область,
Украина.
Код КОАТУУ — 1224881309. Население по переписи 2001 года составляло 151 человек.

## Географическое положение
Село Третяковка находится на левом берегу реки Нижняя Терса,
выше по течению на расстоянии в 0,5 км расположено село Тургеневка,
ниже по течению на расстоянии в 2 км расположено село Запорожское,
на противоположном берегу — сёла Владимировское и Новоалександровское.
Рядом проходит железная дорога, станция Славгород-Южный в 3,5 км.

## Происхождение названия
В некоторых документах село называют Третьяковка.
На территории Украины 2 населённых пункта с названием Третяковка.